# Spitzenverband der Heilmittelverbände
Der Spitzenverband Heilmittelverbände (SHV) ist ein Dachverband, der die Interessen verschiedener Berufsgruppen der sog. „Heilmittelerbringer“, wie beispielsweise Physiotherapie, Logopädie und Ergotherapie, in Deutschland vertritt. Im Zusammenschluss von sechs verschiedenen Berufsverbänden sind insgesamt mehr als 75.000 Mitglieder zusammengeschlossen.
Als Ziele des SHV gelten u. a. die Akademisierung, die Digitalisierung, eine angemessene Vergütung sowie die Schaffung eines Direktzugangs, d. h. das Erbringen von Heilmittelleistungen ohne eine vorherige ärztliche Verordnung.

## Mitglieder
- Deutscher Bundesverband für Logopädie (dbl) e.V.
- Deutscher Bundesverband für akademische Sprachtherapie und Logopädie (dbs) e.V.
- Deutscher Verband Ergotherapie (DVE) e.V.
- Bundesverband selbstständiger Physiotherapeuten (IFK) e.V.
- Deutscher Verband für Physiotherapie (ZVK) e.V. (Dort hat der SHV seinen Sitz)
- Verband für Physiotherapie – Vereinigung für die physiotherapeutischen Berufe (VPT) e.V.